# 各務原市歴史民俗資料館

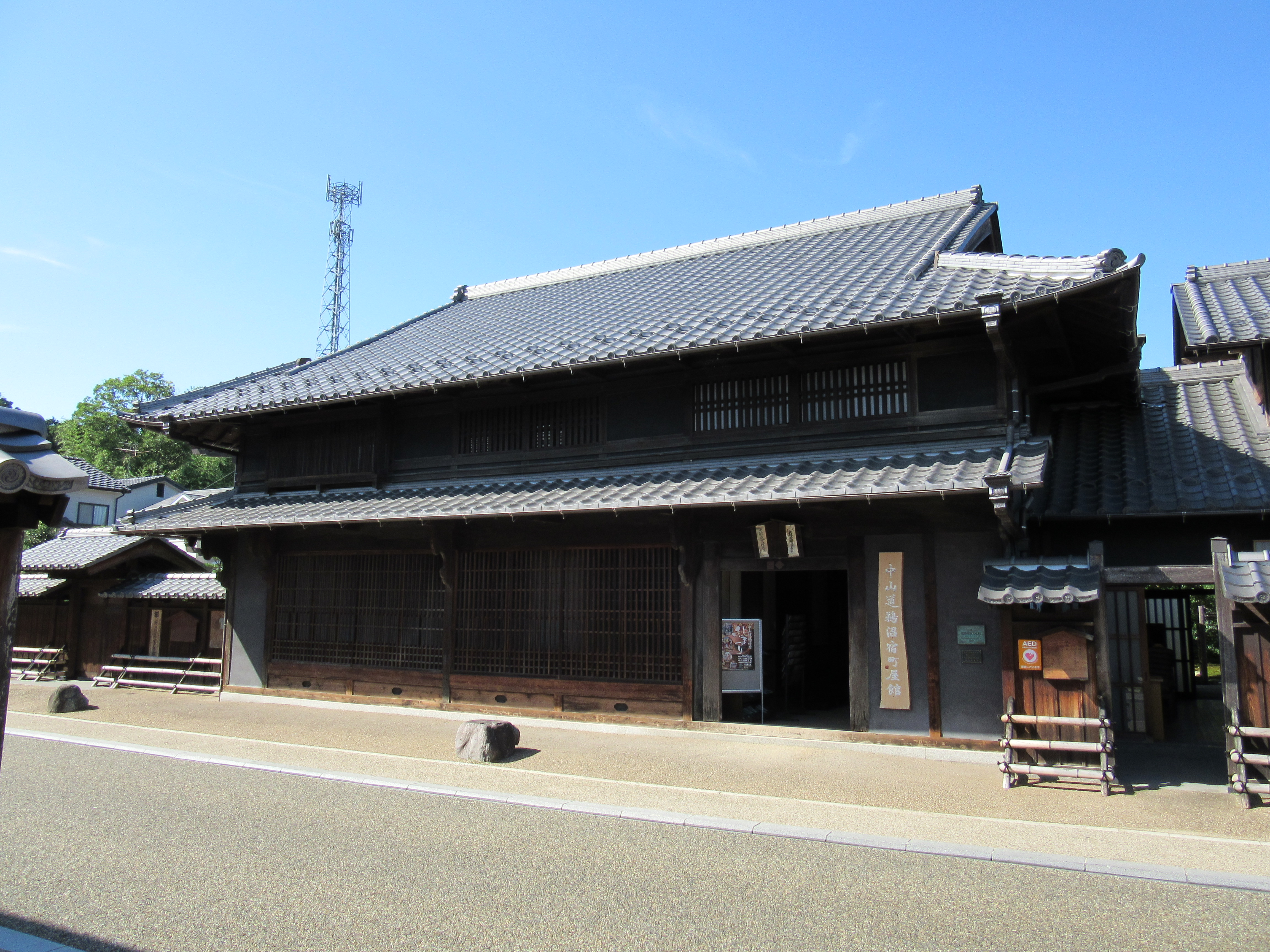
中山道鵜沼宿町屋館（2008年（平成20年）から2018年（平成30年）までの歴史民俗資料館）

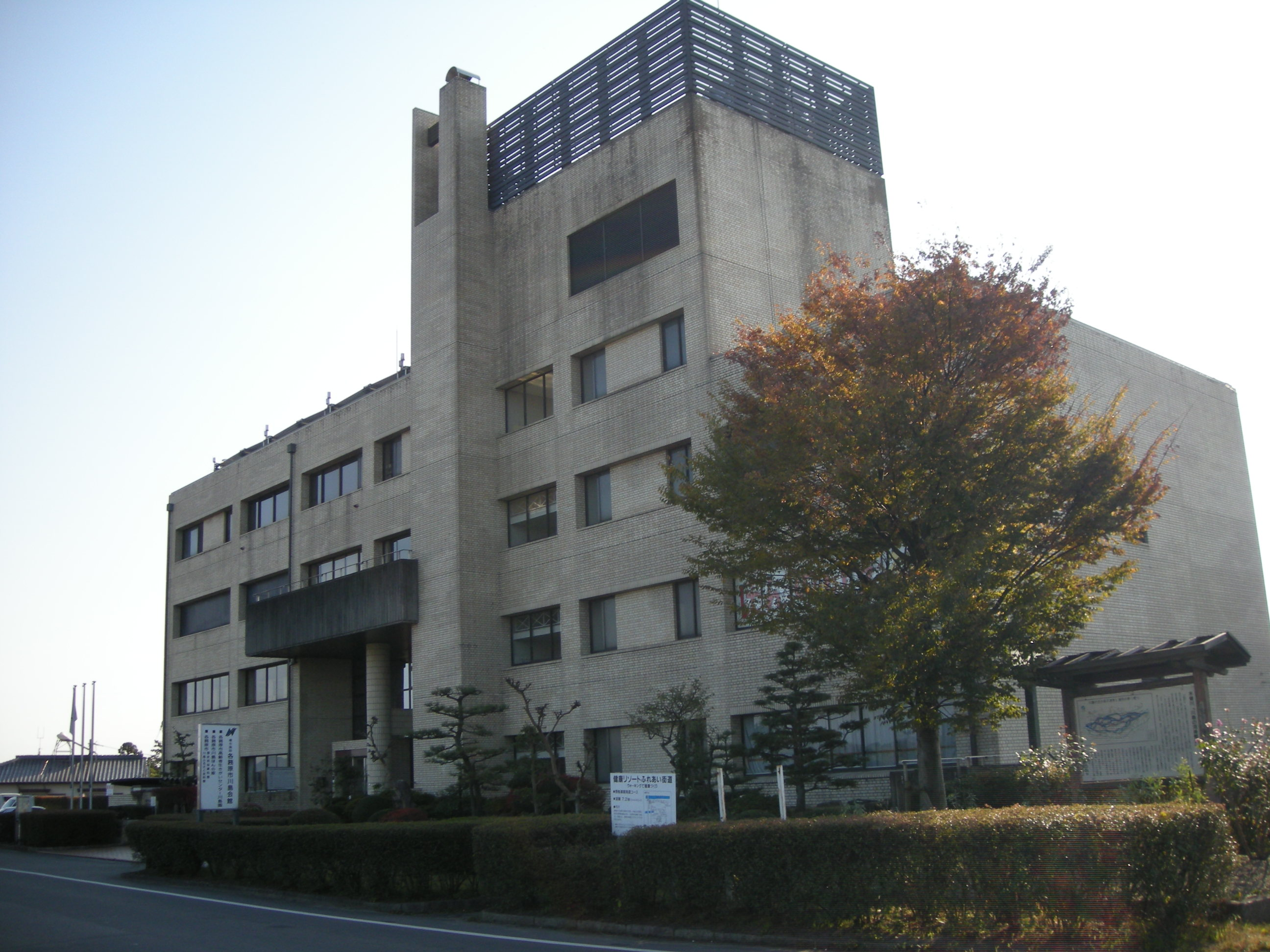
川島会館（2006年（平成18年）から2008年（平成20年）までの歴史民俗資料館）

各務原市歴史民俗資料館（かかみがはらしれきしみんぞくしりょうかん）は、岐阜県各務原市にある博物館。現在は各務原市立中央図書館3階にある。各務原市の歴史的文化遺産の収集、調査や研究などを行い、展示ならびに保存、資料調査報告書の作成などを行っている。

## 概要
収納展示物は各種歴史資料・民具約25,000点。
2018年（平成30年）に各務原市立中央図書館3階に移転。広さなどの都合もあり、2021年（令和3年）現在民俗資料などの展示は行わず（企画展での展示は行う）、所蔵する資料は市内各所に分散して保管している。一部の資料（民俗資料、各務原空襲資料）は各務原市木曽川文化史料館内の各務原空襲資料室、民俗資料室で展示している。
展示スペースとして、各務原市役所新庁舎1階東側通路の壁面展示スペースに、各務原市の歴史に関する展示をする「ヒストリーウィンドウ」、各務原市役所新庁舎2階東側通路の壁面展示スペースに、市所蔵の芸術作品などを展示をする「アートウィンドウ」を設置している。

## 開館時間・休館日
- 開館時間：9：00 - 17：00
- 休館日
  - 毎週月曜日（月曜日が祝日の場合、その翌日）
  - 祝日の翌日（その日が土曜日、日曜日、月曜日、祝日の場合、さらにその翌日）
  - 年末年始（12月28日 - 1月4日）

## 沿革
- 1966年（昭和41年）- 蘇原支所内に考古資料室、民俗資料室を設置する。
- 1976年（昭和51年）- 各務原市鵜沼三ツ池町6丁目329番地の旧桜井家に民俗資料室の民具を移し、旧桜井家を民俗資料館とする。
- 1978年（昭和53年）- 各務原市保健文化会館内に各務原市歴史民俗資料館として開館。
- 1991年（平成3年）- 各務原市産業文化センター建設のため、保健文化会館の取り壊しが決まる。各務原市歴史民俗資料館は各務原市鵜沼三ツ池町の炉畑遺跡の隣接地に仮設の建物を建設し移転。同時に考古資料は新設された各務原市埋蔵文化財調査センター（各務原市立中央図書館に併設）に移す。考古分野資料などの資料管理は埋蔵文化財調査センターが担い、歴史民俗資料館は旧桜井家の管理と公開、及び歴史民俗資料に特化した資料館となる。
- 2003年（平成15年）- 中央図書館内に移転する。
- 2006年（平成18年）- 川島会館4階に移転する。これにより歴史民俗資料館と川島ふるさと史料館は同じ建物内にあることになる。
- 2008年（平成20年）- 中山道鵜沼宿町屋館に移転する。
- 2018年（平成30年）4月1日 - 中央図書館3階に移転する。
- 2022年（令和4年）1月 - 各務原市役所に「ヒストリーウィンドウ」、「アートウィンドウ」を設置。

## 主な刊行物

### 無料
- 資料館だより　※2019年まで
- かかみがはら百科　※2020年から
- かかみがはら百科＋　※2020年から

### 有料
- 各務原市資料調査報告書
- 各務原市民の戦時体験　（1996年発行）
- 各務原市民の戦時写真　（1998年発行）
- 各務原市民の戦時記録　（1999年発行）
- かかみ野の風土 年中行事と交通　（2002年発行）
- かかみ野の風土　植物と人々のくらし　（2003年発行）
- かかみ野の風土　産業と人物　（2004年発行）
- かかみ野の風土　動物と人々のくらし　（2005年発行）

## 交通アクセス

### 公共交通機関
- 名鉄各務原線：「市民公園前駅」下車、徒歩ですぐ。
- 各務原市ふれあいバス
  - 那加線：「市民公園中央図書館前」停留所下車、徒歩ですぐ。　
  - 那加線・稲羽線・川島線・蘇原線：「各務原市役所前」停留所下車、徒歩で約7分。

### 自動車
- 東海北陸自動車道 岐阜各務原ICから約10分。